# Nemeritis
Genre
Nemeritis est un genre d'insectes hyménoptères de la famille des Ichneumonidae, de la sous-famille des Campopleginae et de la tribu des Limneriini.

## Classification
Le genre Nemeritis est décrit par August Emil Holmgren en 1860.

### Famille et sous-famille
Le genre Nemeritis est classé dans la famille Ophioninae par Théobald en 1937, en même temps que la description de Nemeritis longicornis (reclassée en Dimophora longicornis en 2022); à la famille Ichneumonidae par Carpenter en 1992; et à la sous-famille Campopleginae par Wahl en 2014,.

## Espèces
- Nemeritis admirabilis Bauer, 1985
- Nemeritis aequalis Horstmann, 1973
- Nemeritis brevicauda Horstmann, 1975
- Nemeritis breviventris Horstmann, 1975
- Nemeritis canaliculata Horstmann, 1975
- Nemeritis caudata (Szépligeti, 1916)
- Nemeritis caudatula Thomson, 1887
- Nemeritis cingulata Horstmann, 1980
- Nemeritis colossea Horstmann, 1993
- Nemeritis elegans Szépligeti, 1916
- Nemeritis fallax (Gravenhorst, 1829)
- Nemeritis flexicauda (Seyrig, 1928)
- Nemeritis graeca Horstmann, 1975
- Nemeritis lativentris Thomson, 1887
- Nemeritis lissonotoides (Schmiedeknecht, 1909)
- Nemeritis macrocentra (Gravenhorst, 1829)
- Nemeritis major (Szépligeti, 1916)
- Nemeritis minor (Szépligeti, 1916)
- Nemeritis obscuripes Horstmann, 1975
- Nemeritis pygmaea Horstmann, 1993
- Nemeritis quercicola Horstmann, 1980
- Nemeritis scaposa Horstmann, 1975
- Nemeritis siciliensis Horstmann, 1994
- Nemeritis silvicola Horstmann, 1973
- Nemeritis similis Horstmann, 1975
- Nemeritis specularis Horstmann, 1975
- Nemeritis stenura Thomson, 1887

## Espèces fossiles
Selon Paleobiology Database en 2023, il n'y a plus d'espèces fossiles référencées dans le genre Némérétis.

### Documents utilisés
- Nicolas Théobald, Les insectes fossiles des terrains oligocènes de France, Thèses Université de Nancy, coll. « Bulletin mensuel de la Société des Sciences de Nancy et Mémoires de la Société des Sciences de Nancy », 1937, 473 pp., 17 fig., 7 cartes, 13 tables, 29 planches hors-texte (OCLC 786027547).
- (en) F. M. Carpenter, Treatise on Invertebrate Paleontology Part R, Arthropoda 4: Superclass Hexapoda, vol. 3/4, 1992, 1-655 p.
- (en) D. Wahl, Genera Ichneumonorum Nearcticae. 2014 (and updates). Version: 2014.09.16, 2014.

### Documents non utilisés
- (en) Foraging for patchily-distributed hosts by the parasitoid, Nemeritis canescens. JK Waage, The Journal of Animal Ecology, 1979.
- (en) Arrestment responses of the parasitoid, Nemeritis canescens, to a contact chemical produced by its host, Plodia interpunctella. JK Waage - Physiological Entomology, 1978.
- Le rôle de" Nemeritis canescens" Gravenhorst dans l'infection a" Bacillus thuringiensis" Berliner chez" Ephestia kühniella" Zeller. ES Kurstak, 1965.